# Malleola forbesii
Malleola forbesii är en orkidéart som först beskrevs av Henry Nicholas Ridley, och fick sitt nu gällande namn av Johannes Jacobus Smith. Malleola forbesii ingår i släktet Malleola och familjen orkidéer. Inga underarter finns listade i Catalogue of Life.